# 黑德河
51°42′34.8″N 8°31′19.27″E / 51.709667°N 8.5220194°E

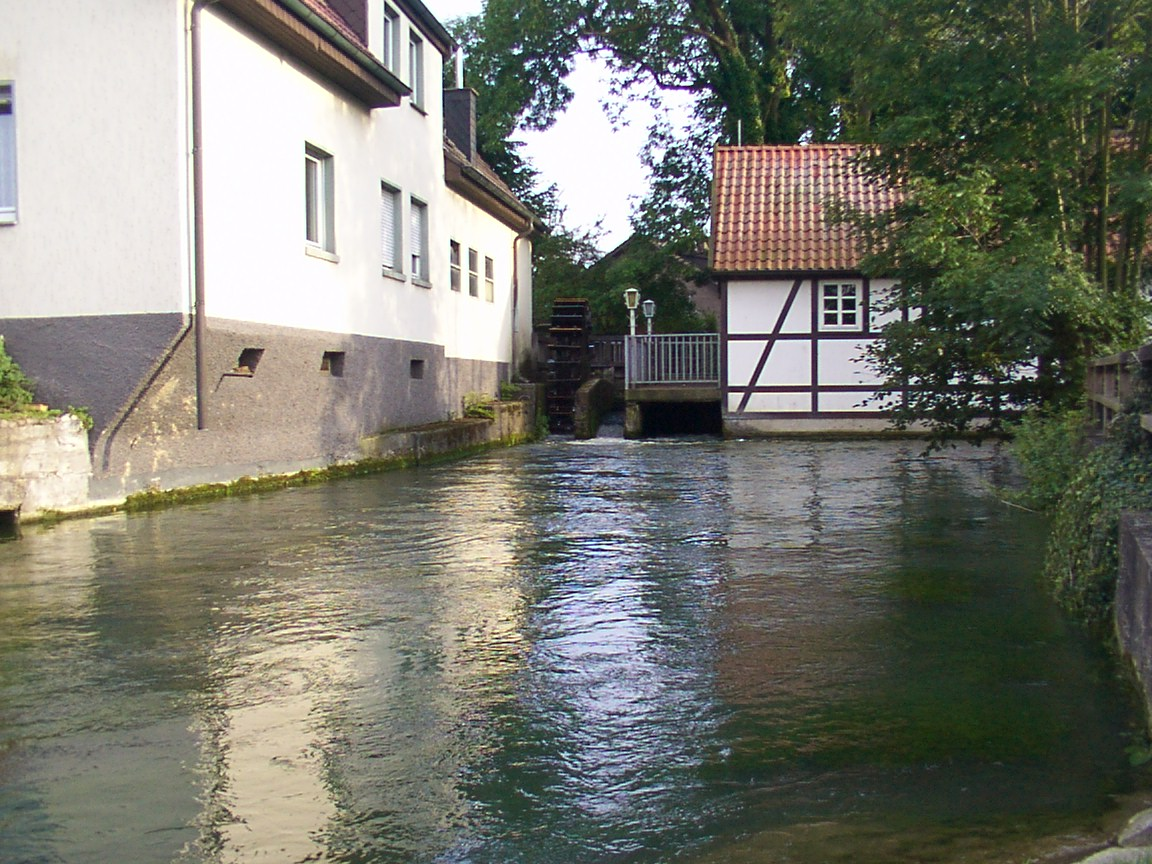

黑德河（德語：Heder），是德國的河流，位於該國西部，處於北萊茵-威斯特法倫州，該河流屬於利珀河的左支流，河道全長11.8公里，流域面積83.9平方公里。